# 高橋匡哉
高橋 匡哉（たかはし まさや、1986年10月14日 - ）は、日本の男性プロレスラー。東京都江東区出身。血液型O型。大日本プロレス所属。

## 来歴
TAJIRIが主催するSMASHトレーニングキャンプに参加し、2012年3月3日のJML決勝戦にて公開スパーリング。
4月5日、TAJIRI以下元SMASH所属全選手、レフェリー、他の練習生とともに、新団体「Wrestling New Classic (略称:WNC)」に移籍。プレ旗揚げまではSMASH常連であった雫あき（現：雫有希）が主宰する「お寺プロレス」でエキシビション。
4月26日、新宿FACEでのプレ旗揚げ戦で木藤拓也相手に公開プロテストを行い、1フォールを奪う。
5月24日後楽園ホールでの旗揚げ戦でデビューが決まっていたが、消息を絶ってしまい、デビューが危ぶまれる事態となった（親友のソフト今井レフェリー曰く「UFOにさらわれた」）。
その後、宇宙人ギミックで現れ、高橋星人（たかはし ほしと）としてデビューすることになった。試合は割り込みで入った今井レフェリーの贔屓もあり勝利。
7月15日、後楽園大会で木藤、リン・バイロンとの初のハードコア3WAYに挑戦して勝利し、デビューからの連勝を7に伸ばした。
8月2日、新宿大会では初めて自分より後にデビューした選手となる篠瀬三十七と対戦。おなじみだった今井レフェリーの割り込みが失敗に終わるものの勝利してシングル8連勝。
8月30日、後楽園大会でVENENOと対戦するが、ダイビング・セントーンでフォールされ、さすがの今井レフェリーも3カウントを入れざるを得ず、シングルの連勝も12で止まった。試合後、VENENOによりギミックと決別、高橋匡哉に戻された。
翌31日の大阪ミナミ ムーブ・オン アリーナ大会で「高橋匡哉デビュー戦」として木藤と対戦して勝利で飾る。
2013年に入ると憧れの関本大介のいる大日本プロレスに参戦。その中でデスマッチファイターを志望する様になる。手始めとしてWNCのリングで金村キンタローによるハードコアの基礎教育を受けた後、6月2日大日本プロレス名古屋大会でデスマッチデビューを果たすと、新参ながら激しいファイトが評価を受け、同団体で『7番勝負』が組まれることになる。
- 第1戦 - 9月1日大会 vs 竹田誠志
- 第2戦 - 9月9日大会 vs 伊東竜二
- 第3戦 - 10月3日大会 vs 佐々木貴
- 第4戦 - 10月5日大会 vs 木高イサミ
- 第5戦 - 11月4日大会 vs 宮本裕向
- 第6戦 - 11月7日大会 vs "黒天使"沼澤邪鬼
- 第7戦 - 11月24日大会 vs 葛西純

第3戦での自身の負傷によるレフェリーストップを含め7戦全敗に終わる。
また、中継されることを考慮しない試合での"裏"7番勝負も並行して行われ、
- 第1戦 - 10月15日大会 : vs ダニー・ハポック
- 第2戦 - 10月18日大会 : vs 石川修司
- 第3戦 - 10月26日大会 : vs 星野勘九郎
- 第4戦 - 12月15日大会 : vs 稲葉雅人
- 第5戦 - 2014年1月4日大会 : vs 稲松三郎
- 第6戦 - 1月5日前半大会 : vs MASADA
- 第7戦 - 1月5日後半大会 : vs 塚本拓海

こちらも7戦全敗で終了した。
これらの試合では結果は出せなかったが、内容は高い評価を受け、日本インディー大賞でニューカマー賞を受賞している。
2014年のWNC活動停止においては、団体と相談した結果、WRESTLE-1には合流しないことを選択。これにより7月1日をもってWRESTLE-1に移籍した選手の中には含まれず
、「WNC-REINA預かり」という形を取り、7月以降も大日本に継続して参戦。その後も「預かり」と言う形になっていたREINAのほか、WNCを独立した篠瀬三十七のASUKA PROJECTにもホライゾンなどと共に参戦していたが、9月3日よりASUKA PROJECTに所属することが決定した。
以降も大日本などの他団体に継続参戦、大日本では2016年より植木嵩行をパートナーに迎え、「三代目血みどろブラザーズ」を結成。BJW認定タッグ王座にも挑戦するなど実績を重ね、2017年には大日本主催一騎当千に出場し優勝、BJW認定デスマッチヘビー級王座への挑戦権を獲得し、5月5日横浜文化体育館で王者・アブドーラ小林に勝利、第35代王者に輝く。その後も塚本拓海（6月10日札幌・ススキノマルスジム）・植木嵩行（7月17日両国国技館）を相手に防衛した。
2017年8月1日、団体間の合意を得て同日付でASUKA PROJECTから大日本プロレスへ移籍した。8月19日、大日本プロレス名古屋国際会議場大会にて竹田誠志に敗れ、王座陥落。12月にデスマッチヘビー級を賭けて竹田に再戦を挑むも惜敗。
2018年11月、大日本プロレス両国大会にて2度目の竹田との再戦を制しデスマッチヘビー級王座に返り咲く。
2022年11月28日、国指定の特定疾患であるスティーブンス・ジョンソン症候群に罹患したことを公表し、入院療養することとなった。

## 戴冠歴
大日本プロレス
- BJW認定デスマッチヘビー級王座（2回：第35代、第37代）
- 横浜ショッピングストリート6人タッグ王座（5回：第8代。パートナーはアブドーラ小林&植木嵩行→第19、21、23、25、27代。パートナーは植木嵩行&佐久田俊行）
- 一騎当千 DEATH MATCH SURVIVOR 優勝（2017年）

日本インディー大賞
- ニューカマー賞（2013年）
- ベストバウト（2017年）

## 得意技
- ジャックハマー
- 払い腰
- スピアー
- ラリアット

## 入場テーマ
- ロストプロフェッツ『Bring 'Em Down』
- 中村"Anija"隆宏『Madman Begins』 -現在使用中